# Descubrimiento de las islas Malvinas
El descubrimiento de las Islas Malvinas es objeto de debate histórico y geográfico. El archipiélago de las Malvinas, situado en el océano Atlántico Sur a unos 480 km de la costa de América del Sur, permaneció deshabitado hasta el siglo XVIII. Diversas hipótesis basadas en documentos cartográficos y relatos de exploradores han intentado determinar quién fue el primero en avistarlas o pisarlas, dando lugar a múltiples teorías que involucran a navegantes de distintos orígenes.

## Hipótesis de la llegada de amerindios

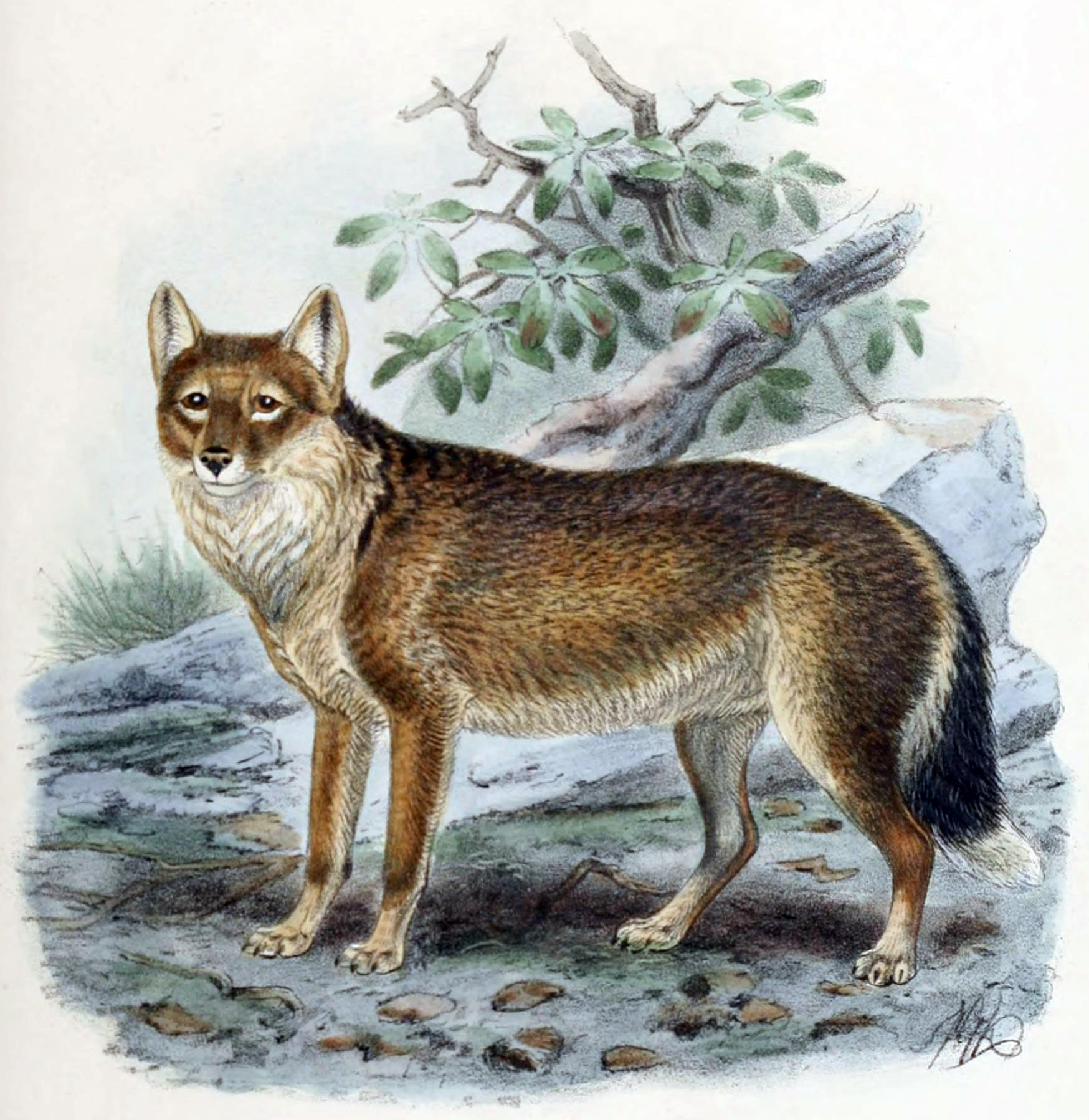
El extinto guará suele tomarse como evidencia de un descubrimiento pre europeo de las Malvinas.

La existencia del zorro-lobo de Malvinas (también llamado guará) ha sido interpretada como posible evidencia de una visita a las islas anterior a la llegada europea. Se ha sugerido que canoeros yámanas, originarios del los canales de la Tierra del Fuego, podrían haber introducido esta especie, que habrían domésticado y que luego, vuelto al estado salvaje y, por evolución en aislamiento, se habría convertido en una especie endémica.
No obstante, otros autores explican la presencia del guará en las Malvinas suponiendo que llegó atravesando un puente de hielo cuando el nivel del mar estuvo más bajo durante la era de hielo. En 2009 un estudio de ADN confirmó que el pariente vivo más cercano del zorro-lobo de las Malvinas es en realidad el aguará guazú y que las dos especies se separaron hace alrededor de 6,7 millones de años. Los caninos solo llegaron a América del Sur hace unos 3 millones de años, en el evento llamado en paleo zoogeografía el gran intercambio biótico americano, el cual ocurrió cuando los continentes de América del Norte y del Sur se conectaron al formarse el istmo de Panamá. Esto quiere decir que los linajes del lobo aguará guazú y el lobo de las islas Malvinas llegaron desde América del Norte ya como especies distintas. Este estudio también encontró que las cuatro muestras del zorro malvinense que se examinaron compartían un ancestro común de hace unos 70.000 años, lo que sugiere que llegaron a las islas Malvinas antes de esa fecha. Esto eliminaría totalmente la hipótesis de introducción por los nativos, ya que por entonces los humanos todavía no habían colonizado América del Sur. 
El hallazgo en las Malvinas de puntas de flecha en Lafonia y restos de una canoa, han sido usados para apoyar la teoría del descubrimiento amerindios. Se han hallado también algunas evidencias ambiguas de la presencia de madera en la Prehistoria, pese a que las islas no tenían árboles a la llegada de los europeos, pero dicha madera podría haber sido transportada por las corrientes marinas desde la Patagonia.

## Expedición portuguesa de 1502
En mayo de 1501 partió de en Lisboa hacia Sudamérica una expedición portuguesa de exploración comandada por Gonzalo Coelho. Uno de los hombres a bordo era el florentino Américo Vespucio. A su retorno a Europa, fue publicada una carta tiulada Mundus Novus, que el editor afirmaba había sido escrita por Vespucio pero cuya autoría hoy día se discute. El supuesto autor de la carta afirmaba que, tras haber alcanzado la latidud de 50° sur pero sin tener la costa a la vista, había decidido retornar a Portugal: 

Siguiendo esta playa, tan largo tiempo navegamos, que pasado el trópico de Capricornio encontramos el polo antártico en su horizonte más alto, 50 grados (...) muy templado y ameno el clima (...) muchas especies de animales feroces y sobre todo de leones, serpientes y otros (...) Existen bosques extensos y árboles de inmenso porte, es extremadamente fértil esta tierra (...)

Verdad es que cuando fuimos a la altura de 50 grados estabamos en el mar y no en tierra, porque cuando nos apartamos de la tierra no estábamos a mayor altura que 32 grados y luego tanto navegamos por el viento siroco que fuimos a la dicha altura de 50 grados y sin tierra aunque juzgábamos estar cerca de tierra por muchas señales que veíamos que fueron infinitos pájaros de diversas clases y muchos maderos en el mar; señales ciertísimas, pero, porque el mar estaba tormentoso y frío y teníamos navíos muy separados y a la gente muy cansada, acordamos no ir a descubrir y dar vueltas atrás para Portugal (...)

Pocos años después, se publicó una segunda carta atribuida a Vespucio dirigida a Piero Soderini, fechada en Lisboa a 4 de septiembre de 1504 y denominada Lettera di Amerigo Vespucci delle isole nuovamente trovate in quatro suoi viaggi. Este texto, cuya autoría y veracidad también son discutidas, afirmaba hablando de la expedición de 1502 que: 

Y tanto navegamos por ese viento [sirocco] que nos encontrábamos tan altos que el polo del mediodía se elevaba fuera de nuestro horizonte 52° y no veíamos las estrellas de la Osa Menor ni de la Mayor, estando alejados del puerto de donde partimos unas 500 leguas por el sirocco [SE].

Esto fue el día 3 de Abril [1502]. Este día se levantó en el mar una tormenta tan recia que nos hizo amainar del todo nuestras velas y corrimos a palo seco, con mucho viento que era el Lebeche [del SW], con olas grandísimas y el aire tormentoso, y era tanta la tempestad que toda la flota estaba en gran temor.

Las noches eran muy largas que tuvimos una la del 7 de Abril que fue de 15 horas, porque el sol se encontraba al final de Aries y en esta región era invierno como puede calcular V.M. En medio de esta tormenta avistamos el día 7 de Abril una nueva tierra de la cual recorrimos cerca de 20 leguas encontrando la costa brava, y no vimos en ella puerto alguno ni gente, creo porque era el frío tan intenso que ninguno de la flota se podía remediar ni soportarlo.

Esta última afirmación de haber avistado tierra en los 52º sur llevó a autores como Louis Antoine de Bougainville, primer colonizador del archipiélago, a concluir que Vespucio era el descubridor de las Malvinas:

(...) me parece que se puede atribuir su primer descubrimiento al celebre Américo Vespucio, que en su tercer viaje para el descubrimiento de América, recorrió la costa norte [durante] el mes de abril de 1502. Ignoraba en verdad si pertenecía a una isla o si formaba parte del continente; pero es fácil deducir del rumbo que siguió, de la latitud a la que llegó, de la latitud misma que [dio] de esa costa, que era la de las Islas Malvinas.

No obstante, otros autores como Groussac señalan que la costa avistada pudo haber sido en realidad parte de los acantilados continentales. Las determinaciones geográficas son tan imprecisas y su descripción tan vaga que se hace imposible una estimación de su derrotero.

## Cartografía de principios del siglo XVI (hasta 1519)

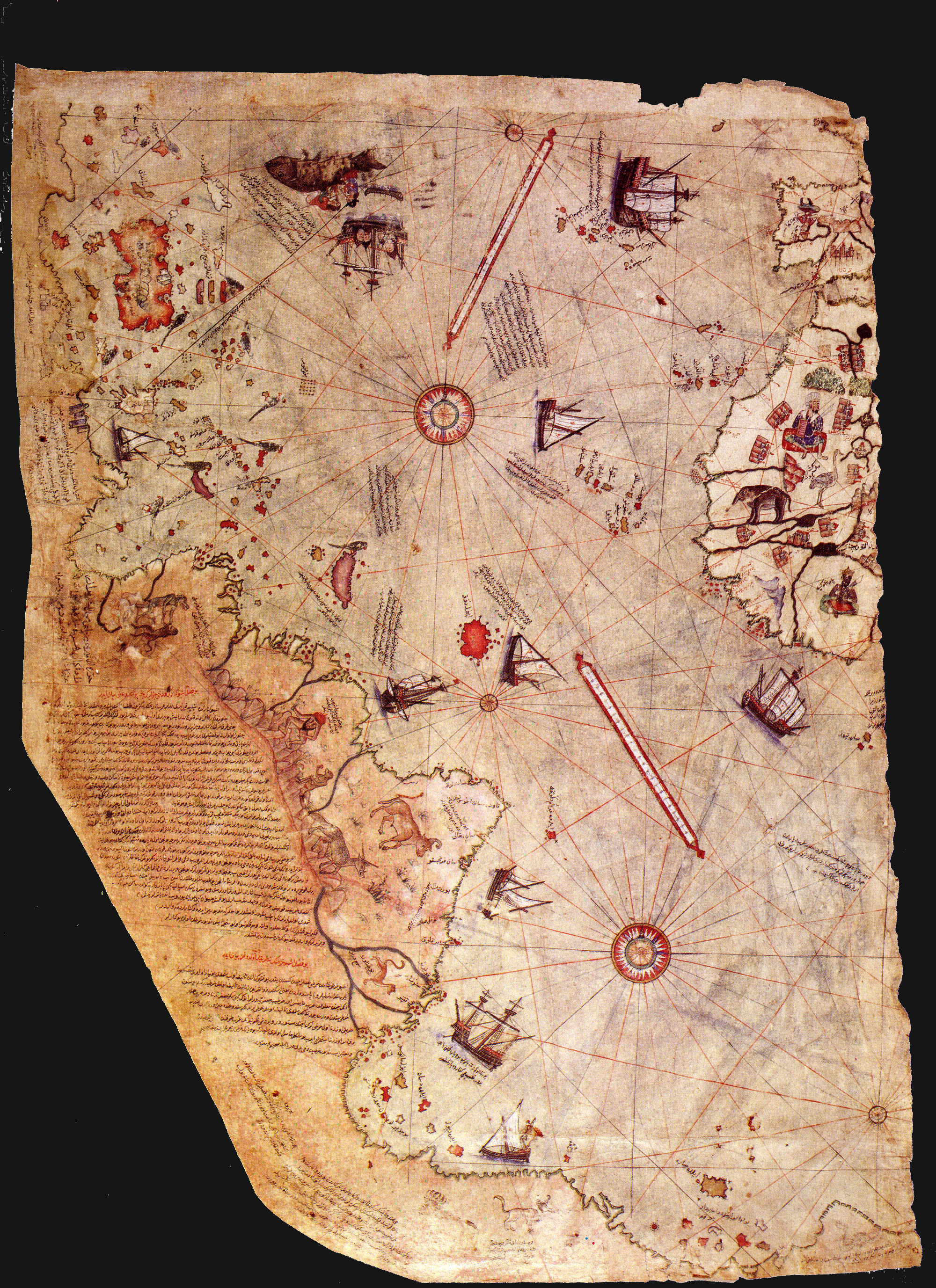
Fragmento superviviente del mapa de Piri Reis, donde algunos autores afirman que aparecen las Malvinas.

Han llegado hasta nuestros días mapas de las dos primeras décadas del siglo XVI en los que algunos investigadores han creído ver evidencias de un conocimiento rudimentario de la existencia de las Malvinas en Europa.
- Un grupo de islas situadas aproximadamente sobre el paralelo 40 aparece en el mapa de Martín Waldseemüller de 1507, bajo el nombre de «Insule delle pulzelle» («islas de las Vírgenes») y con una bandera portuguesa.
- En el mapa del propio almirante otomano Piri Reis de 1513, basado en en cuatro cartas portuguesas, ocho ptolemaicas, una árabe y una colombina,[12] la costa de la porción meridional de Sudamérica es vagamente reconocible. Frente a ella figura un archipiélago aislado, cuya isla principal está identificada en el mapa como «il de Sare» y que algunos autores han identificado con las Malvinas. Una única nota acompaña a la toponimia: «Buadalar issizdir, ama bahar coktur» («Estas islas están desiertas pero la primavera allí dura mucho»).[13]
- En el Atlas Miller (circa 1519), confeccionado por el cartógrafo portugués Pedro Reinel, su hijo Jorge y Lopo Homem, se puede observar que al este de Sudamérica (que se extiende hasta el Polo Sur), en medio del océano Atlántico, se encuentra una gran isla sin nombre.[cita requerida]

## Expedición de Magallanes (1520)
Numerosos mapas y testimonios posteriores a 1520 sugieren que las Malvinas fueron avistadas por miembros de la expedición de Fernando de Magallanes al servicio del rey de España y fueron bautizadas como islas de «Sansón» o «San Antón» o quizás «de los Patos». 

Alonso de Santa Cruz escribió hacia 1541 que, tras dejar la bahía de San Julián, las naves de Magallanes:
tomaron su demanda por la costa adelante, aviendo allegado y descubierto unas islas que están al oriente del puerto de San Julián por 18 leguas, que pusieron nombre islas de Sansón y de Patos (...) y están en 51º de altura

Mapamundi de Diego Ribero (1529), en el que se incluye a las «islas de San Antón». Biblioteca Apostólica Vaticana, Ciudad del Vaticano.

En el hemisferio en proyección polar atribuido a Pedro Reinel (hacia 1522), figuran unas islas en una posición aproximadamente concardante con la de las Malvinas, aunque no se incluye toponimia.
En los planisferios de Diego Ribero de 1527 y de 1529 pueden verse dos grupos de islas en la zona: las ocho o nueve islas llamadas «Sanson», a 49° sur pero a mitad de distncia de la costa que las Malvinas, y las islas «de los Patos» muy cerca de la costa. En la actualización de 1533 ya no incluye a estas últimas.
Durante muchas décadas continuaron apareciendo las islas Sansón en los mapas de Alonso de Santa Cruz (1541), Bautista Agnese (1536-1545), Sebastián Caboto (1547), Darinel (1555), Diego Gutiérrez (1562), Bartolomé Olives (1562), Jorge Sideri (1563), Mercator (1569), Martínez (1577), José Rosacio (1580), etc., situadas siempre más al norte y más cerca de la costa que las Malvinas. En estas cartas las islas aparecen con las grafías de «San Antón», «S. Antón», «Sansón», «Sanson» o «San Son».
No se encuentran menciones al avistaje en los relatos que se conservan del viaje: los diarios de Antonio Pigafetta, del piloto Francisco Albo, el Roteiro de un piloto genovés, ni la posterior relación de Maximiliano Transilvano. Falta no obstante por completo la documentación de la nave de Juan Serrano y sus descripciones al sur de San Julián. Por ello, la teoría más difundida para explicar la representación de estas islas en los mapas posteriores a 1520 afirma que fueron descubiertas por Esteban Gómez, piloto de la nave San Antón o San Antonio, tras sublevarse contra Magallanes el 1 de noviembre de 1520. El nombre de las islas provendría así del de esta nao. Gómez regresó a España por la ruta de Guinea y el 6 de mayo de 1521 llegó a Sevilla. Aunque en las actas del juicio al que fue sometido no se halla ninguna mención que pueda asociarse con las Malvinas, Gómez coincidió en 1529 con el cartógrafo Diego Ribero y le pudo proporcionar directamente su información sobre las islas Sansón.
Otra teoría atribuye el descubrimiento a la nao Victoria, que fue enviado por Magallanes a rastrear al San Antón en aguas del Atlántico. Estos dos barcos fueron los únicos de la expedición que lograron regresar a España.

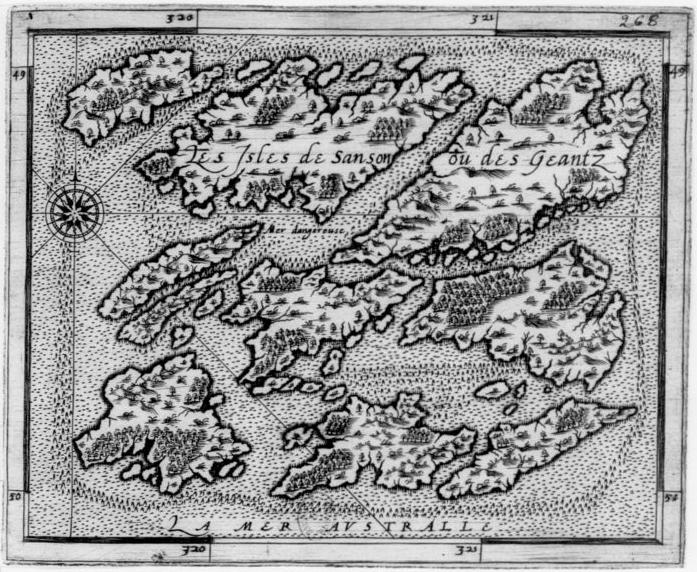
Primer mapa detallado de las islas, publicado en Francia en 1586 y considerado por Rolando Laguarda una copia de otro realizado por Andrés de San Martín en 1520.

En 1983 el historiador uruguayo Rolando Laguarda Trías estudió un mapa impreso pegado en el folio 268 de un manuscrito de la Biblioteca Nacional de París, escrito por André Thevet en 1586 (seis años antes del primer avistamiento británico) y titulado Le Grand Insulaire. El mapa representa «Les Isles de Sanson ou des Geantz» («Las Islas de Sansón o de los Gigantes») en sorprendente concordancia geográfica con las islas Malvinas.
En el reverso del folio 269, Thevet explica que obtuvo el mapa de las Malvinas de "[…] un viejo capitán y buen piloto portugués, a quien encontré en la ciudad de Lisboa en Portugal, quien dijo haber visitado estas islas, cuyo plano recibí de él, junto con varios otros de esta costa" y que "los primeros que pusieron los pies en estas islas fueron los portugueses que acompañaban a Fernando de Magallanes en su viaje, los cuales, queriendo hacer aguada de agua dulce, se encontraron defraudados (...) porque no podían desembarcar en estas islas a causa de los contornos, que son muy peligrosos (...) No acercaron sus naves más que a un tiro de cañón, para evitar los peligros, y enviaron dos pequeñas embarcaciones y algunos marineros para reconocer estas islas de los Gigantes".
El viejo capitán portugués al que alude Thevet fue identificado por Laguarda con el capitán Álvaro de Mezquita, capitán de la San Antonio en la expedición de Magallanes. Laguarda supuso que Mezquita partió del puerto de San Julián llevando a bordo al cartógrafo Andrés de San Martín, que sería el autor del mapa en el que se basó Thevet. Debieron arribar a las Malvinas el 28 de julio, festividad de Sansón de Dol, por lo cual le pusieron ese nombre al archipiélago.
Existe evidencia de que tanto Thevet como Mezquita se hallaban en Lisboa entre 1563 y 1567 y sería en ese período cuando se encontraron y Mezquita le entregó los mapas a Thevet que él incluyó en su Grand Insulaire. El descubrimiento de este mapa es usado como argumento de que las islas fueron descubiertas antes del viaje inglés de John Davis.

## Posibles avistamientos entre 1526 y 1540
Se ha espculado con posibles avistamientos de las Malvinas por Pedro de Vera a bordo de la nave Anunciada en 1526, por la nave San Pedro en 1535 y por la , pero la mayoría de los investigadores los considera muy dudosos.
La expedición de García Jofre de Loaísa partió desde La Coruña hacia las Molucas el 24 de julio de 1525. El capitán Pedro de Vera con la nave Anunciada desertó de la expedición a la altura del río Santa Cruz, con el propósito de navegar hacia las Molucas por el cabo de Buena Esperanza, pero no volvió a saberse nada de esta nave. Por la ruta que debió tomar, algunos historiadores han creído que pudo avistar las islas Malvinas.
El comendador Simón de Alcazaba y Sotomayor partió de España con dos naves el 21 de septiembre de 1534. La San Pedro, al mando de Rodrigo Martínez, fue separada de la Madre de Dios por una tormenta a la altura del Río de la Plata y volvieron a encontrarse el 17 de enero de 1535 en el cabo Vírgenes, hecho que es relatado por Alonso Vehedor mencionando unas islas:

Surgimos a la boca del estrecho; al otro día amaneció con nosotros la nao San Pedro, que había estado tomando agua en el puerto de Santo Domingo, y allí descubrió unas islas en la mar de las cuales hallaron mucha cantidad de bestias, aunque en verdad, de la mitad hacia arriba, parecían leones, por el bramido que daban y su ferocidad, y por el cerco que tenían y los colmillos.

En agosto de 1539 partió de Sevilla una expedición compuesta por cuatro naves para colonizar la zona del estrecho de Magallanes, al mando de Francisco de la Ribera y armada por el obispo de Plasencia, Gutierre de Vargas y Carvajal. En enero de 1540, las tres naves que lograron llegar al estrecho de Magallanes entraron en él pero sufrieron un temporal que hundió a la nave capitana y separó a los dos barcos restantes en direcciones opuestas. Una de las naves, al mando de Alonso de Camargo, continuó por el estrecho, navegando luego por el canal Beagle y llegó posteriormente al Perú tras descubrir desde el mar la isla de Chiloé. La otra nave, la Incógnita, cuyo capitán es posible que haya sido Gonzalo de Alvarado, fue arrojada hacia el Atlántico y poco después avistó dos pequeñas islas que corresponden en posición y descripción a las islas Malvinas. El capitán tomó posesión del archipiélago para España el 4 de febrero de 1540, invernó en las islas y finalmente partió de regreso a España en diciembre. 
La cartografía del estrecho que figura en el Islario de Alonso de Santa Cruz, compuesto poco después del retorno de esta nave a España (1541), incorpora esas dos pequeñas islas, ubicadas aproximadamente a unas sesenta leguas al este y en línea paralela al estrecho, «Al oriente del puerto de San Julián... a cincuenta y un grados de altura». Se conservan fragmentos de la bitácora de la nave, cuyo nombre verdadero se desconoce y que Goebel bautizó Incógnita. La bitácora da además una semblanza notablemente aproximada de las islas: por ejemplo, describe con precisión un pasto de uno o dos metros de altura que coincide con el tussok malvinense, y señala la abundancia de un pequeño cánido que podría tratarse del guará.

## Posible avistamiento inglés de 1592
El Reino Unido sostiene que el inglés John Davis descubrió las islas Malvinas el 14 de agosto de 1592, después de que con el barco Desire desertara de la segunda expedición corsaria de Thomas Cavendish:

El día nueve soportamos una fuerte tempestad, la que nos obligó a ponernos a palo seco, pues nuestras velas no estaban en condiciones de soportar gran esfuerzo. El día 14 fuimos echados entre ciertas islas nunca descubiertas antes, y de las que ningún relato conocido hace mención; yacen cincuenta leguas o más desde la costa este nortemente desde el estrecho; en cuyo lugar, a no haber sido la voluntad de Dios en su misericordia infinita haber calmado el viento, hubiéramos forzosamente perecido. Pero habiendo virado el viento al E, pusimos nuestra proa al estrecho, y el 18 de agosto nos aproximamos al cabo con niebla muy espesa y esa misma noche fondeamos a diez leguas de distancia de aquél. El día 19 pasamos la primera y segunda angosturas.

Sin embargo no describió las coordenadas del presunto hallazgo: solo ubicó a las islas en relación con la costa y al estrecho de Magallanes. [cita requerida]
La relación del viaje fue publicada por uno de los tripulantes del Desire, John Jane, en 1600, año en que Sebald de Weert había ya regresado a Holanda; por esto y por ser una descripción muy parecida a la del Islario de Alonso de Santa Cruz, la opinión generalizada es que se trata de un fraude.

## Posible avistamiento inglés de 1594

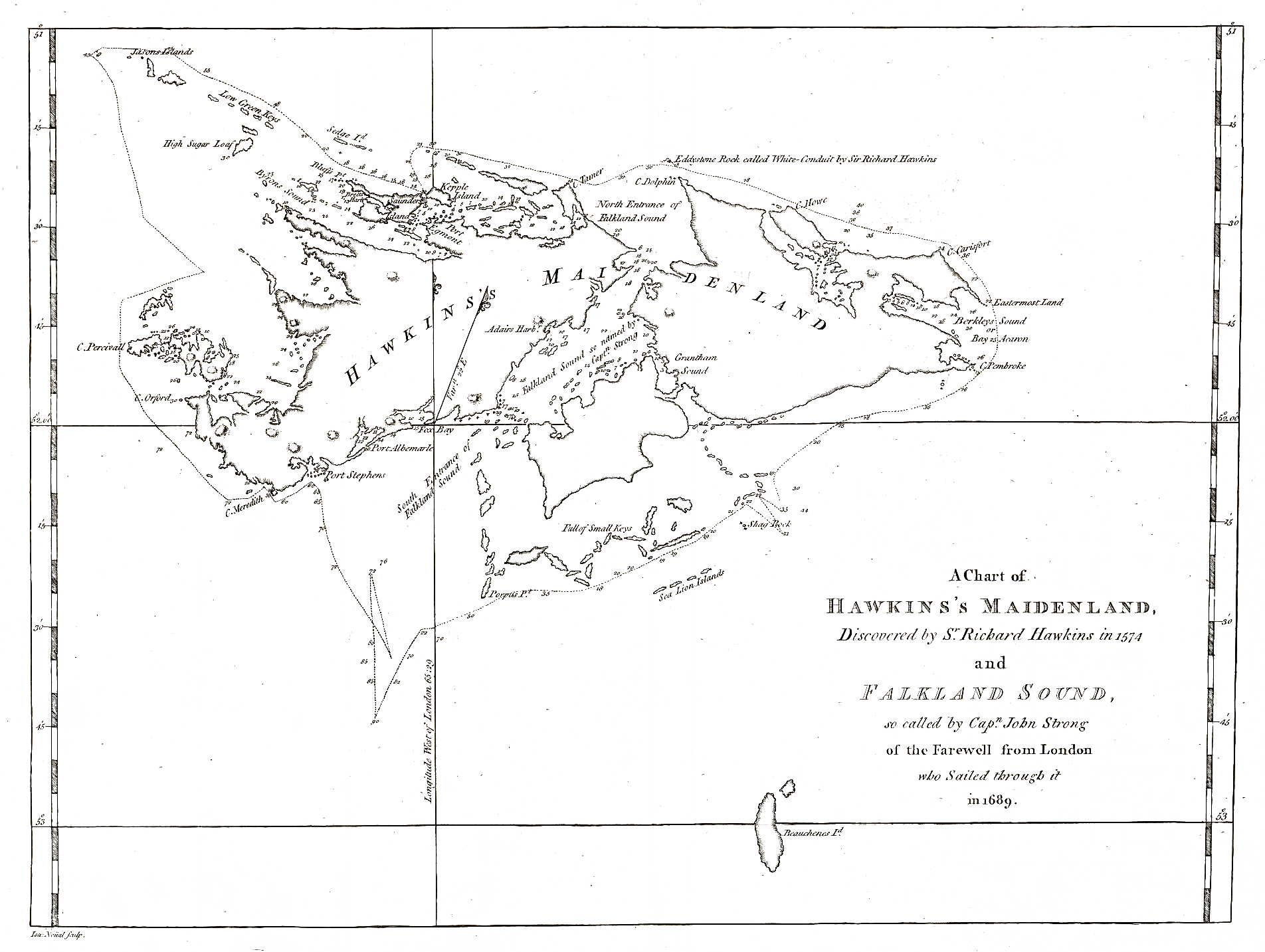
Mapa de la «Hawkins' Maiden Land», hecho en 1773 por John Hawkesworth y John Byron.

Otra hipótesis británica afirma que el corsario inglés Richard Hawkins, al mando de la Dainty, descubrió las Malvinas a principios de febrero de 1594, bautizándolas como «Hawkins' Maiden Land» («Tierra de las doncellas de Hawkins»), cuando el viento los llevó hacia una tierra de la que «ninguna carta hacía mención». Su relato Observaciones se publicó 22 años después de su viaje y varios estudiosos lo desestimaron rotundamente, entre los que merece citarse a los historiadores ingleses Burney y Chambers. Este último interpreta que el corsario se confundió con las costas de la Patagonia continental septentrional, tomándolas por las de grandes islas; en efecto, Hawkins describe erróneamente al archipiélago como «una llanura de buen aspecto» de «clima templado» y afirma falsamente que estaba «habitado» y «surcado por grandes ríos». Sitúa a las islas a 60 leguas de la costa y aproximadamente a los 48° S, mucho más al norte de la ubicación real. Los mapas ingleses posteriores a este viaje y al de John Davis no registran el descubrimiento, y las inexactitudes de la descripción sugieren que Hawkins no vio las Malvinas y, en consecuencia, que este antecedente es muy improbable.

## Avistamiento holandés (Sebald de Weert, 1600)
El primer avistaje de las Malvinas que no tiene objeciones y que fue fehacientemente acreditado en la cartografía inmediatamente posterior, fue realizado por el capitán holandés Sebald de Weert. De Weert avistó unas islas a las que bautizó islas Sebaldes (parte del archipiélago de las Malvinas), razón por la que los mapas neerlandeses mantuvieron hasta fines del siglo XIX la denominación islas Sebald o Sebaldinas para las Malvinas. La nave de De Weert, la Gelof, formaba parte de una expedición de cinco barcos que había partido de Holanda en 1598 al mando de Jakob Mahu, que al morir fue reemplazado por Simón de Cordes. Una fuerte tormenta dispersó a las naves en el estrecho de Magallanes, por lo que De Weert decidió regresar a Europa. El 24 de enero de 1600 avistó tres islas sobre latitud 50°40′ S y a 60 leguas holandesas de la costa (equivalentes a 70 leguas españolas). De Weert no intentó desembarcar pues su nave había perdido todos sus botes en la borrasca. De Weert llegó a Holanda el 14 de julio de 1600.

## Cartografía previa a Sebald de Weert
Existen una treintena de mapas confeccionados previamente al avistaje de Sebald de Weert, en donde es posible ver islas que pueden ser las Malvinas; entre ellos (con el nombre de las islas cuando lo poseen): 
1. 1513 Carta náutica de Piri Reis
2. 1519 Mapa manuscrito de Jorge Reinel
3. 1523 Costa oriental de América del Sur de Juan Sebastián Elcano (Islas de los Patos y de Sansón)
4. 1527 Carta que contiene "todo lo que del mundo se ha descubierto hasta ahora" de Diego de Ribeiro (S. Antón a 49°S)
5. 1529 Carta universal de Diego de Ribeiro (S. Antón a 49°S)
6. 1534 Mapa anónimo. En Pedro Mártir de Anglería, Opus Epistolarum.
7. 1541 Islario, mapa XV de Alonso de Santa Cruz (Sansón 51°S)
8. 1543-1545 Atlas, segundo mapa de Juan Bautista Agnese (Illas de los Palos o de San Son 51°S)
9. 1544 Mapamundi de Sebastián Gaboto (Islas de San Sone)
10. 1562 Mapa de Bartolomé Olives (Sansón)
11. 1562 Americae sive qvarta e orbis partis nova etexactissima descriptio de Diego Gutiérrez. Publicado en Amberes después de su muerte (1554)
12. 1571 Mapa de Fernão Vaz Dourado
13. 1572 Mapa de Joan Martínez (Illa de Palo)
14. 1578 Hemisferio occidental de Joan Martínez (Illa de Palo)
15. 1590 Costa de la región magallánica y Tierra del Fuego de Sebastián López (Illa Cam Com)

## Confirmación del descubrimiento

### Jakob LeMaire
La expedición comandada por Jakob LeMaire confirmó la existencia de las islas el 18 de enero de 1616 al reconocerlas como las Sebaldinas. Había partido de Ámsterdam con los barcos Eendracht y Hoorn, al mando de los hermanos Willem y Jan Schouten respectivamente, con el objetivo secreto de encontrar un paso alternativo al estrecho de Magallanes.

### Isla Pepys
Otro corsario inglés, William Ambrose Cowley, quien viajaba en una expedición al océano Pacífico en el Bachelor's Delight, bajo el mando de John Cook, publicó en enero de 1684 un diario de viaje, en el que señala la presencia de: 

(...) una isla desconocida, deshabitada, a la que di el nombre de isla Pepys, sobre la cual crecen árboles y posee ríos de agua dulce, como también tiene un gran puerto con capacidad para miles de naves.

Le dio el nombre de isla Pepys en honor a Samuel Pepys, secretario del Almirantazgo Británico, y fijó su posición en 47°41′ de latitud sur. [cita requerida]El marino inglés William Dampier, compañero de viaje de Cowley, interpretó que la presunta isla era parte de las Sebaldinas: 

(...) reconocí las islas de Sebald de Weert. Son tres islas rocosas y estériles, sin un árbol, reduciéndose toda la vegetación a matorrales (...)

Sin embargo estas islas se hallan 230 millas náuticas al sur de la latitud mencionada. En la ubicación reportada por Cowley solo hay océano, por lo que se considera a Pepys como una «isla fantasma» que fue buscada infructuosamente por varios navegantes, entre ellos John Byron, James Cook y George Anson. Este último, en medio de una frustración creciente, se quejaba en 1774 por:

(...) la frivolidad con que los filibusteros daban noticias de lugares inexistentes.

El reporte de Cowley encendió el interés británico por esa región del mundo. En 1748 España logró frustrar una expedición británica para buscar la isla Pepys y reconocer las Malvinas.

### John Strong
El 27 de enero de 1690, una expedición británica comandada por el capitán John Strong en la nave Welfare (o Farewell) se dirigía a Puerto Deseado , pero los vientos contrarios llevaron a Strong a navegar entre las dos islas principales de las Malvinas. Bautizó el pasaje entre ellas como «Falkland Channel» (actualmente Falkland Sound o estrecho de San Carlos), en honor de Anthony Cary, quinto vizconde de Falkland, el cual, como comisionado del Almirantazgo Británico, había financiado el viaje. Muchos años después los británicos extendieron este nombre a todo el archipiélago. Strong había partido de Inglaterra en octubre de 1689 con destino a los puertos chilenos y peruanos del Pacífico, en los cuales pretendía comerciar, pero fue expulsado de ellos. Desembarcó el día 28 de enero a fin de aprovisionar sus bodegas con focas y pingüinos. 
De ese mismo año data el mapa holandés Orbis Terrarum Nova et Accurata Tabula de Gerard y de Leonard Valk, en el que aparece por primera vez el nombre Falkland.

### Otros viajes
En el período desde 1616 hasta 1764, las islas fueron reavistadas por navegantes holandeses, españoles, franceses e ingleses. A principios del siglo XVIII los franceses organizaron sucesivos viajes de exploración a las Malvinas. Mejoraron el conocimiento cartográfico del área y reconocieron su importancia como base de reaprovisionamiento para largas travesías. Como gran parte de estas expediciones partían de Saint-Maló, las islas fueron bautizadas por los marinos como Malouines.
Fueron justamente los franceses los primeros en ocuparlas de forma permanente a partir de 1764. Los ocasionales desembarcos de las otras potencias se limitaron a la provisión de víveres, y fueron de duración breve.